# Stazione meteorologica di Taormina
La stazione meteorologica di Taormina è la stazione meteorologica di riferimento relativa alla città di Taormina.

## Coordinate geografiche
La stazione meteo si trova nell'Italia insulare, in Sicilia, nella città metropolitana di Messina, nel comune di Taormina, a 260 metri s.l.m. e alle coordinate geografiche 37°51′N 15°17′E.

## Dati climatologici
In base alla media trentennale di riferimento 1961-1990, la temperatura media del mese più freddo, gennaio, si attesta a +11,0 °C; quella del mese più caldo, agosto, è di +26,6 °C.
| Taormina           | Mesi | Mesi | Mesi | Mesi | Mesi | Mesi | Mesi | Mesi | Mesi | Mesi | Mesi | Mesi | Stagioni | Stagioni | Stagioni | Stagioni | Anno |
| Taormina           | Gen  | Feb  | Mar  | Apr  | Mag  | Giu  | Lug  | Ago  | Set  | Ott  | Nov  | Dic  | Inv      | Pri      | Est      | Aut      | Anno |
| ------------------ | ---- | ---- | ---- | ---- | ---- | ---- | ---- | ---- | ---- | ---- | ---- | ---- | -------- | -------- | -------- | -------- | ---- |
| T. max. media (°C) | 14,2 | 15,0 | 16,5 | 19,0 | 23,4 | 28,0 | 30,9 | 31,2 | 27,8 | 23,1 | 19,2 | 15,9 | 15,0     | 19,6     | 30,0     | 23,4     | 22,0 |
| T. min. media (°C) | 7,9  | 7,9  | 9,0  | 11,1 | 14,5 | 18,7 | 21,5 | 21,9 | 19,7 | 16,0 | 12,8 | 9,7  | 8,5      | 11,5     | 20,7     | 16,2     | 14,2 |

## Valori estremi

### Temperature estreme mensili dal 1929 ad oggi
Nella tabella sottostante sono riportati i valori delle temperature estreme mensili registrate presso la stazione meteorologica dal 1929 ad oggi. Nel periodo esaminato, la temperatura minima assoluta ha toccato i -2,0 °C nel febbraio 1956, mentre la massima assoluta ha raggiunto i +43,9 °C nel luglio 1998.
| Taormina (1929-2023)  | Mesi        | Mesi        | Mesi        | Mesi        | Mesi               | Mesi        | Mesi        | Mesi        | Mesi        | Mesi        | Mesi        | Mesi        | Stagioni | Stagioni | Stagioni | Stagioni | Anno |
| Taormina (1929-2023)  | Gen         | Feb         | Mar         | Apr         | Mag                | Giu         | Lug         | Ago         | Set         | Ott         | Nov         | Dic         | Inv      | Pri      | Est      | Aut      | Anno |
| --------------------- | ----------- | ----------- | ----------- | ----------- | ------------------ | ----------- | ----------- | ----------- | ----------- | ----------- | ----------- | ----------- | -------- | -------- | -------- | -------- | ---- |
| T. max. assoluta (°C) | 25,0 (1995) | 25,6 (1966) | 32,0 (2001) | 30,0 (1929) | 35,0 (1929 e 1994) | 42,0 (2007) | 43,9 (1998) | 41,0 (1999) | 38,9 (2000) | 35,0 (1999) | 27,0 (1960) | 25,3 (2010) | 25,6     | 35,0     | 43,9     | 38,9     | 43,9 |
| T. min. assoluta (°C) | −1,6 (1963) | −2,0 (1956) | −0,5 (1963) | 3,5 (1935)  | 7,2 (1944 e 1954)  | 9,2 (1971)  | 15,0 (1964) | 16,5 (1944) | 9,0 (1930)  | 8,0 (1941)  | 3,0 (1944)  | −1,0 (2014) | −2,0     | −0,5     | 9,2      | 3,0      | −2,0 |